# 250 Szpital Wojskowy w Dziwnowie

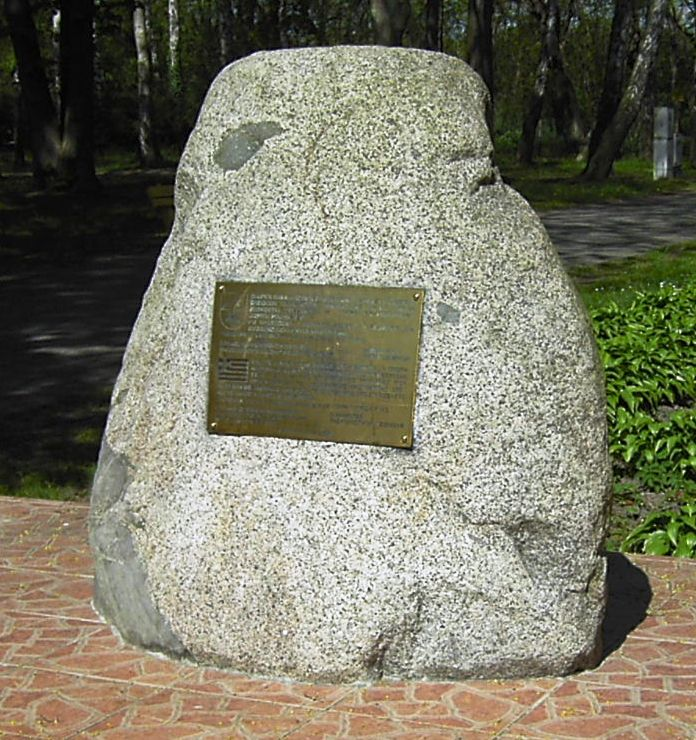
Kamień z tablicą w Dziwnowie przy ul. Parkowej, upamiętniający greckich partyzantów

Szpital Chirurgiczny Nr 250 – szpital chirurgiczny ludowego Wojska Polskiego przeznaczony do leczenia uchodźców greckich, a przede wszystkim żołnierzy-partyzantów Demokratycznej Armii Grecji (DSE), rannych i poszkodowanych w czasie wojny domowej w Grecji. Ogółem w szpitalu było leczonych ok. 2000 greckich i macedońskich uchodźców.
JW 1904 podlegała instytucji wywiadu wojskowego (Oddziałowi II SG WP), była objęta tajemnicą wojskową i w korespondencji nazwa szpitala nie występowała.

## Historia szpitala
Szpital na ponad tysiąc łóżek zorganizowano w poniemieckiej bazie hydroplanów w Dziwnowie.  Wyremontowano 27 budynków mieszkalnych i koszarowych, przygotowano  blok operacyjny, oddziały dla ciężko i lekko rannych, oddziały chorób wewnętrznych i zakaźnych, fizykoterapii, rehabilitacji, neurologii i aptekę.
Do przetransportowania rannych został wyznaczony drobnicowiec SS „Kościuszko” pod dowództwem kapitana żeglugi wielkiej Kazimierza Lipskiego. Statek został przygotowany w taki sposób, że po przybyciu do albańskiego portu Durrës i rozładunku sprzętu został przekształcony w pływający szpital chirurgiczny na 1000 łóżek. SS „Kościuszko” wypłynął z Durrës w dniu 13 lipca 1949 roku.
Pierwszy transport 747 rannych Greków przybył w nocy z 25 na 26 lipca 1949 roku. We wrześniu na pokładzie SS „Kościuszko”, przetransportowano do szpitala kolejnych 207 Greków. Kolejnych rannych przywiózł rumuński transatlantyk „Transilvania”.
W połowie lipca 1949 roku personel szpitala polowego stanowiło: 14 lekarzy, 6 podoficerów sanitariuszy, 17 pielęgniarek, 18 osób personelu pomocniczego oraz dwa plutony ochrony liczące łącznie 80 marynarzy, w tym wartowników, kierowców i kucharzy. Komendantem szpitala został podpułkownik Ryszard Kamiński. Zastępcą komendanta do spraw leczniczych kapitan lekarz Władysław Barcikowski, a zastępcą do spraw politycznych major Franciszek Szafrański.
Pierwsza grupa 102 partyzantów opuściła Dziwnów 2 grudnia 1949 roku. Część została przeniesiona do łódzkiego Szpitala Klinicznego nr 1. Ostatni Grecy opuścili szpital w listopadzie 1950 roku.
Zmarli pacjenci grzebani byli w zamkniętym kompleksie koszarowym, na skraju lotniska. Według danych szacunkowych pogrzebano tam około 25 Greków. Obecnie w miejscu tym znajduje się pomnik upamiętniający istnienie szpitala. O obecności Greków w Dziwnowie przypomina również kamień pamiątkowy zlokalizowany na końcu ulicy Parkowej.